# 田安
田 安（でん あん、? - 紀元前206年）は、 項羽の分封によって3つに分けられた斉の国王の1人である済北王。項羽によって封じられた。戦国時代の斉最後の王である田建の孫。田栄と戦闘になり、敗死した。

## 経歴
戦国時代の斉最後の王である田建の孫にあたる。
二世元年（紀元前207年）11月、斉の武将として、斉王の田巿に仕えていたが、項羽が楚軍を率いて黄河を渡り、趙の鉅鹿を救援しようとした時、済水の北にある数城を降して、自らの兵を率いて項羽に降伏した。
同年12月、田安は項羽とともに秦軍と戦う。項羽は秦軍を大いに破り、鉅鹿を救う。
高祖元年（紀元前206年）12月、項羽は秦を滅ぼし、田安はその軍功により、3つに分けられた斉国のうち、済北王に封じられ、博陽を都とすることとなる。
同年5月、田栄は自身が王に封じられず、自分が擁立していた田巿が膠東王となり、斉王に田都が封じられたと聞く、田栄は項羽を恨み、兵を出して、田都を迎え撃った。田都は楚に逃亡した。
同年6月、田栄に逆らい、膠東に赴こうとした田巿が即墨で田栄に殺される。田栄は斉王を名乗った。
同年7月、田安は即墨から西に向かってきた田栄に攻められ、殺された。また、田栄に将軍の印を与えられ（将軍に任じられ）、梁の地で項羽に対して反乱を起こした彭越によって攻撃され、殺されたともされる。

## 子孫
田安の子孫は斉地方でその一門が「王家」と通称されていたことにちなみ、田から王に氏を改めたという。漢代に王氏は栄え、魏郡元城県に移り住んだ一族のなかから、のちに漢を簒奪し新国を建てることになる王莽があらわれる。